# Ungersk tornbagge
Ungersk tornbagge (Conalia baudii) är en skalbaggsart som beskrevs av Étienne Mulsant och Claudius Rey 1858. Ungersk tornbagge ingår i släktet Conalia, och familjen tornbaggar. Enligt den finländska rödlistan är arten akut hotad i Finland. Arten har ej påträffats i Sverige. Artens livsmiljö är naturmoskogar.